# Distrito electoral de Benkelman No. 2
Benkelman No. 2 (en inglés: Benkelman No. 2 Precinct) es un distrito electoral ubicado en el condado de Dundy en el estado estadounidense de Nebraska. En el Censo de 2010 tenía una población de 701 habitantes y una densidad poblacional de 1,56 personas por km².

## Geografía
Benkelman No. 2 se encuentra ubicado en las coordenadas 40°7′25″N 101°25′30″O / 40.12361, -101.42500. Según la Oficina del Censo de los Estados Unidos, Benkelman No. 2 tiene una superficie total de 449.64 km², de la cual 448.04 km² corresponden a tierra firme y (0.35%) 1.59 km² es agua.

## Demografía
Según el censo de 2010, había 701 personas residiendo en Benkelman No. 2. La densidad de población era de 1,56 hab./km². De los 701 habitantes, Benkelman No. 2 estaba compuesto por el 97.43% blancos, el 0.57% eran afroamericanos, el 0.57% eran amerindios, el 0.14% eran asiáticos, el 0.29% eran isleños del Pacífico, el 0.43% eran de otras razas y el 0.57% pertenecían a dos o más razas. Del total de la población el 2.43% eran hispanos o latinos de cualquier raza.